# Martírio de Antioquia
Martírio de Antioquia foi um Patriarca de Antioquia entre 461 e 465 d.C., um período marcado pela disputa entre os calcedonianos e os não calcedonianos na igreja da cidade.

## História
Martírio foi deposto pelo proeminente não calcedoniano Pedro, o Pisoeiro em 465 d.C., com o apoio do imperador Zenão, um general e afilhado do imperador Leão I, o Trácio. Martírio fugiu para Constantinopla, onde ele recebeu o apoio de Genádio, o Patriarca de Constantinopla, cuja influência sobre Leão garantiu a Martírio uma breve restauração. Porém, Pedro logo forçou a saída de Martírio novamente, colocando-se como Patriarca novamente. Martírio então apelou novamente para Leão, que depôs Pedro novamente, só que desta vez em favor de um novo sucessor calcedoniano, Juliano.